# NGC 5924
NGC 5924 este o galaxie spirală situată în constelația Coroana Boreală. A fost descoperită în 10 iunie 1882 de către Édouard Stephan⁠(d).